# Il mistero di Aylwood House
Il mistero di Aylwood House è un film televisivo del 2017, diretto da Melissa Joan Hart ed interpretato da  Anjelica Huston.  Il film è basato sul romanzo del 1976 A Watcher in the Woods di Florence Engel Randall, già portato sugli schermi nel 1980 nel film Gli occhi del parco.
Negli Stati Uniti stato trasmesso in televisione su Lifetime il 21 ottobre 2017.

## Trama
Paul Carstairs, sua moglie Kate e le loro figlie Jan ed Ellie, si trasferiscono ad Aylwood House, una villetta nella campagna inglese. Ben presto nella dimora iniziano a verificarsi fenomeni paranormali e Jan capisce che tutto ciò è legato alla scomparsa, avvenuta trent'anni prima, della figlia della padrona di casa.

## Curiosità
Benedict Taylor, che qui interpreta il ruolo di John Keller, aveva interpretato il ruolo di Mark Fleming nella versione del 1980.

## Critica
Brian Costello di Common Sense Media ha assegnato al film due stelle su cinque.  Jessica Shaw of Entertainment Weekly ha dato al film una valutazione C-.

## Distribuzione DVD
Il film è stato distribuito nella Regione 1 l'11 settembre 2018.